# Konstal

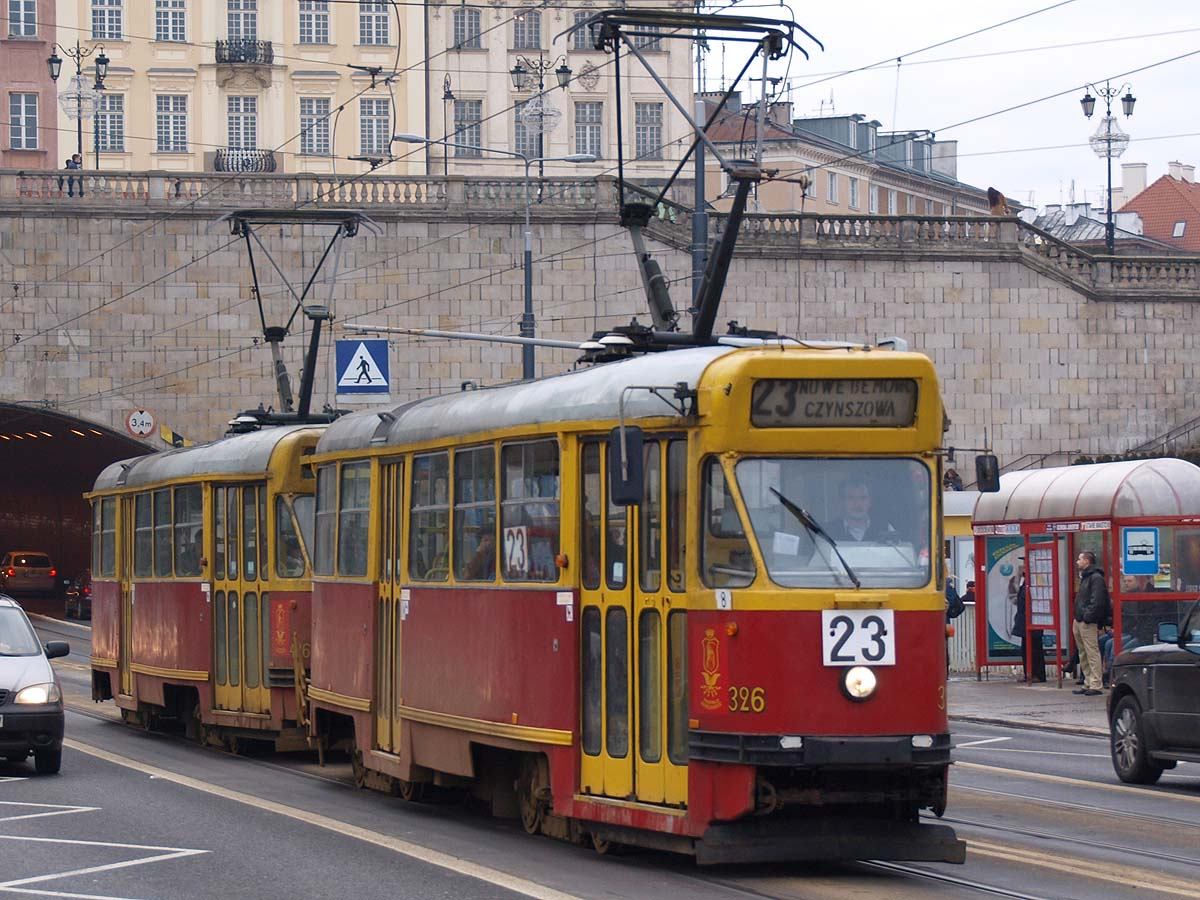
Konstal 13N (1959–1969) à Varsovie (pol) en 2011

Konstal est un constructeur de tramway polonais. L'entreprise a été fondée en 1864 et a été rachetée par Alstom en 1997, renommée depuis cette date Alstom Konstal.